# Me kõik jääme vanaks
«Me kõik jääme vanaks» (рус. «Все мы постареем») — сингл Getter Jaani на эстонском языке с альбома Rockefeller Street. Сингл выпущен в релиз 30 октября 2011. Акустику на гитаре исполнил Михкель Рауд. Автор песни Свен Лыхмус. Специально для выступление на «Танцах со звездами» (пятый сезон) в четвёртом танцевальном дне (дуэт Геттер и Отта-Сандера Палма) была создана адаптированная версия в стиле румбы.Геттер называет её самой любимой песней со своего сольного альбома Rockefeller Street, выпущенного весной 2011 года..Песня посвящена бабушке Геттер.

## Продолжительность
1. «Me kõik jääme vanaks» — 4:40 (в дуэте с Михкель Рауд)

## Список композиций
| №  | Название               | Длительность |
| -- | ---------------------- | ------------ |
| 1. | «Me kõik jääme vanaks» | 4:40         |

## Позиция в чартах
| Чарт (2011)     | Наивысшая позиция |
| --------------- | ----------------- |
| Elmari Top 10   | 1                 |
| Sky Plus Top 40 | 1                 |
| Eesti Top 40    | 2                 |
| Uuno Chart      | 7                 |